# Pane, burro e marmellata
Pane, burro e marmellata è un film italiano del 1977 diretto da Giorgio Capitani.

## Trama
Bruno De Santis, presentatore televisivo di successo, è stato lasciato dalla moglie Sofia. Un giorno decide di telefonarle per convincerla a tornare ma il suo apparecchio è rotto. Per uno strano scherzo del destino capita in casa di tre donne, Vera, Simona e Betty, che stanche dei rispettivi mariti e fidanzati, vivono insieme e gestiscono una boutique. Da loro viene compatito, coccolato e anche ospitato nel loro appartamento. E così Bruno, piano piano, diventa il sultano del piccolo harem. Tuttavia le tre donne, stanche del suo comportamento sempre più esigente un giorno decidono di partire, affittando sia l'appartamento che la boutique (e lasciandogli un foglio con su scritto 'grazie'), tornando a frequentare altri uomini. Bruno disperato dal loro gesto si infila nell'appartamento di due donne anziane, che stanno per mettersi a tavola, chiedendo di poter usare il telefono per chiamare il suo psichiatra, che non trova ed aspettando la telefonata (ha lasciato il numero alla segretaria del medico) affermando di non avere fame scopre che la loro cuoca e cameriera è una bellissima ragazza al che decide di accettare l'invito. 

## Produzione
Tratto da una commedia francese (Les Bonshommes del 1970) nonostante l'epoca in cui venne realizzato e la trama (dal potenziale pruriginoso), il film è privo di sesso e di nudi (non si vede neanche un seno). Adolfo Celi è in scena dopo oltre un'ora di film e si vede per non più di dieci minuti oltre ad essere doppiato. Nonostante in piccola parte sia ambientato a Rapallo, l'albergo in cui si trovano i quattro protagonisti è l'ATA Hotel Villa Pamphili in Via della Nocetta a Roma (la strada costeggia il celebre parco pubblico), mentre la scarrozzata in bicicletta venne girata sul lungomare (che poi è la Via Aurelia) di Santa Marinella vicino la capitale.

## Accoglienza
È uno dei film più fortunati della carriera di Montesano (sebbene meno ricordato rispetto altri titoli come, ad esempio, Febbre da cavallo o  Qua la mano). Infatti fu il 13° assoluto della stagione cinematografica '77/'78 totalizzando 2.862.516.928 lire (dati ANICA).